# Laying Pipe
Laying Pipe is de zevende aflevering van het tiende seizoen van het tienerdrama Beverly Hills, 90210, die voor het eerst werd uitgezonden op 3 november 1999.

## Plot
Donna wil op een ochtend haar winkel openen als zij een dakloze man ziet liggen, hij schrikt als hij Donna ziet en vlucht weg terwijl hij een paar namen mompelt. Later wil Donna naar huis en ziet dan de dakloze dood op straat liggen en wordt weggehaald door de politie. Dit laat Donna niet los en gaat samen met Noah op onderzoek uit en hoort van mededakloze dat hij Willard heette en niet zo geliefd was bij zijn "collega's" omdat hij stal en bij iedereen geld had geleend. Uit eerbied zet Donna een overlijdensadvertentie in de krant en krijgt dan een reactie van zijn dochter die blij is dat zij haar vader weer gevonden heeft. Donna hoort van de dochter dat hij vroeger een lieve man was met een baan als buschauffeur van schoolkinderen, tijdens een rit werd hij aangereden door een beschonken bestuurder en daardoor overleden twee kinderen in zijn bus. Hij heeft dit zichzelf altijd kwalijk genomen en begon met drinken en verliet uiteindelijk zijn gezin.
Steve en Janet zijn op zoek naar peetouders voor hun aankomende baby en komen uit bij Kelly en Dylan. Kelly is zeer geroerd door deze vraag en wil er volledig voor gaan terwijl Dylan er nonchalant er over doet, dit tot ergernis van Steve. Ondertussen heeft Steve onder lichte druk van Janet besloten zijn Corvette te koop te zetten zodat hij dan een familieauto kan kopen. Hij is zeer emotioneel dat hij zijn Corvette moet verkopen en gaat tegen zijn zin met David en Dylan op autojacht. Zij komen uiteindelijk uit bij een minibusje dat hij koopt. Hij mag er meteen deze inwijden omdat hij en Janet een weekend naar Ojai gaan om te praten met een dominee over de doopplechtigheid en vragen Kelly en Dylan ook mee. Gina is niet blij met deze gebeurtenissen en wordt meteen jaloers als zij hoort dat Kelly ook meegaat. Uit wantrouwen besluit zij om Dylan op te zoeken in Ojai en vindt hem in een innige omhelzing met Kelly. Steve heeft David de opdracht gegeven om zijn Corvette proberen te verkopen als hij weg is, David vindt een koopster die de Corvette wel wil kopen. Steve ziet er toch van de verkoop af en Janet komt hierachter en eist van David dat hij de koop doorzet en zij en Steve krijgen hier ruzie over. Als Steve terug is dan hoort hij dat de koop door is gegaan en later komt hij erachter dat de koopster een kunstenares is en dat zij de auto gaat gebruiken in een kunstshow waar de auto niet ongeschonden uit zal komen. In een gesprek met de dominee komt Dylan erachter dat hij moeite heeft met zich binden met iemand omdat hij zijn vrouw heeft verloren en bang is om mensen te verliezen als hij zich opnieuw zal binden met iemand.
Matt is nog steeds bezig met de rechtszaak om Pete te redden voor zijn doodstraf en heeft het moeilijk met het feit dat Kelly niet met hem wil praten durende de zaak. Uiteindelijk wint hij de rechtszaak en wordt de doodstraf omgezet in een levenslange gevangenisstraf. Als Kelly hiervan hoort dan is zij toch trots op Matt dat hij dit voor elkaar heeft gekregen.
Gina is nog steeds bezig met de chantage op Mel, uiteindelijk stopt Mel met betalen en uit wraak hiervoor belt Gina naar zijn vrouw en vertelt haar dat haar man stripclubs en prostitutuees bezoekt.

## Rolverdeling
- Jennie Garth - Kelly Taylor
- Ian Ziering - Steve Sanders
- Brian Austin Green - David Silver
- Tori Spelling - Donna Martin
- Luke Perry - Dylan McKay
- Joe E. Tata - Nat Bussichio
- Lindsay Price - Janet Sosna
- Daniel Cosgrove - Matt Durning
- Vanessa Marcil - Gina Kincaid
- Matthew Laurance - Mel Silver
- Vincent Young - Noah Hunter
- Bart McCarthy - Willard Reiner
- Ken Jenkins - Dominee Neal
- Tami-Adrian George - Marta
- Brant Cotton - Walter Hawkins
- Clyde Kusatsu - Dr. Takashi